# Reizō Fukuhara
Reizō Fukuhara (福原 黎三?, Fukuhara Reizō; Prefettura di Hiroshima, 2 aprile 1931 – 27 febbraio 1970) è stato un calciatore giapponese, di ruolo centrocampista.